# Свинец (Курская область)
Свинец — село в Мантуровском районе Курской области России. Входит в состав Мантуровского сельсовета.

## География
Село находится в юго-восточной части Курской области, в подзоне широколиственных лесов, в пределах юго-западных склонов Среднерусской возвышенности, при автодороге 38К-026, на расстоянии примерно 5 километров (по прямой) к западу от села Мантурова, административного центра района. Абсолютная высота — 202 метра над уровнем моря.
Климат
Климат характеризуется как умеренно континентальный. Среднегодовая температура воздуха — 4,8 °C. Абсолютный минимум температуры воздуха самого холодного месяца (января) составляет −37 °C; абсолютный максимум самого тёплого месяца (июля) — 40 °C. Безморозный период длится около 152 дней в году. Среднегодовое количество атмосферных осадков составляет 400 мм.
Часовой пояс
Село Свинец, как и вся Курская область, находится в часовой зоне МСК (московское время). Смещение применяемого времени относительно UTC составляет +3:00.

## Население
| 2002 | 2010 |
| ---- | ---- |
| 546  | ↘456 |

Половой состав
По данным Всероссийской переписи населения 2010 года в половой структуре населения мужчины составляли 46,5 %, женщины — соответственно 53,5 %.
Национальный состав
Согласно результатам переписи 2002 года, в национальной структуре населения русские составляли 96 % из 546 чел.